# Gestungshausen
Gestungshausen is een plaats in de Duitse gemeente Sonnefeld, deelstaat Beieren, en telt 708 inwoners.